# Campionati del mondo di corsa campestre 1977
Il V Campionato mondiale di corsa campestre si è svolto a Düsseldorf, in Germania Ovest, il 20 marzo 1977 al Galopprennbahn Düsseldorf-Grafenberg. Vi hanno preso parte 346 atleti in rappresentanza di 22 nazioni. Il titolo maschile è stato vinto da Léon Schots mentre quello femminile da Carmen Valero.

## Nazioni partecipanti
Qui sotto sono elencate le nazioni che hanno partecipato a questi campionati (tra parentesi il numero degli atleti per ciascuna nazione):
- Australia (9)
- Belgio (20)
- Canada (18)
- Finlandia (17)
- Francia (21)
- Galles (18)
- Germania Ovest (19)
- Inghilterra (21)

- Irlanda (21)
- Italia (16)
- Nuova Zelanda (15)
- Paesi Bassi (14)
- Polonia (5)
- Portogallo (14)
- Scozia (21)

- Spagna (21)
- Stati Uniti (21)
- Sudan (2)
- Svizzera (17)
- Svezia (8)
- Tunisia (12)
- Unione Sovietica (15)

## Risultati

### Individuale (uomini seniores)
| Posizione | Atleta               | Nazionalità      | Tempo  |
| --------- | -------------------- | ---------------- | ------ |
| Oro       | Léon Schots          | Belgio           | 37'43" |
| Argento   | Carlos Lopes         | Portogallo       | 37'49" |
| Bronzo    | Detlef Uhlemann      | Germania Ovest   | 37'53" |
| 4         | Franco Fava          | Italia           | 37'53" |
| 5         | Bernie Ford          | Inghilterra      | 37'54" |
| 6         | Euan Robertson       | Nuova Zelanda    | 37'57" |
| 7         | Karel Lismont        | Belgio           | 38'04" |
| 8         | Tony Simmons         | Inghilterra      | 38'12" |
| 9         | David Black          | Inghilterra      | 38'13" |
| 10        | Enn Sellik           | Unione Sovietica | 38'15" |
| 11        | Leonid Moseyev       | Unione Sovietica | 38'18" |
| 12        | Hans-Jürgen Orthmann | Germania Ovest   | 38'20" |

### Squadre (uomini seniores)
| Pos.    | Atleta | Punti                 |
| ------- | --- | --------------------- |
| Oro     | Belgio Léon Schots Karel Lismont Eric de Beck Willy Polleunis Frank Grillaert Eddy van Mullen                          | 126 1 7 18 22 27 51   |
| Argento | Inghilterra Bernie Ford Tony Simmons Dave Black Steve Kenyon Barry Smith Mike McLeod                                   | 129 5 8 9 29 35 43    |
| Bronzo  | Unione Sovietica Enn Sellik Leonid Moseev Vladimir Merkushin Aleksandras Antipovas Nikolay Radostev Aleksandr Matveyev | 144 10 11 16 20 40 47 |
| 4       | Germania Ovest | 226                   |
| 5       | Nuova Zelanda | 243                   |
| 6       | Australia | 260                   |
| 7       | Scozia | 270                   |
| 8       | Francia | 311                   |

### Individuale (uomini under 20)
| Posizione | Atleta              | Nazionalità | Tempo  |
| --------- | ------------------- | ----------- | ------ |
| Oro       | Thom Hunt           | Stati Uniti | 23'15" |
| Argento   | Santiago Llorente   | Spagna      | 23'28" |
| Bronzo    | Ari Paunonen        | Finlandia   | 23'39" |
| 4         | Pierre Délèze       | Svizzera    | 23'43" |
| 5         | Mark Spilsbury      | Stati Uniti | 23'44" |
| 6         | Nick Lees           | Inghilterra | 23'48" |
| 7         | Peter Butler        | Canada      | 23'49" |
| 8         | Nathaniel Muir      | Scozia      | 23'55" |
| 9         | José Manuel Abascal | Spagna      | 23'56" |
| 10        | Tommy Ekblom        | Finlandia   | 23'57" |
| 11        | Rob Evans           | Canada      | 23'58" |
| 12        | Marty Froelick      | Stati Uniti | 24'04" |

### Squadre (uomini under 20)
| Posizione | Nazione e atleti                                                        | Punti         |
| --------- | ----------------------------------------------------------------------- | ------------- |
| Oro       | Stati Uniti Thom Hunt Mark Spilsbury Marty Froelick Chris Fox           | 36 1 5 12 18  |
| Argento   | Spagna Santiago Llorente José Manuel Abascal Luis Sastre Antonio Prieto | 40 2 9 14 15  |
| Bronzo    | Canada Peter Butler Rob Evans David Peckham Roland Brack                | 67 7 11 20 29 |
| 4         | Inghilterra                                                             | 80            |
| 5         | Belgio                                                                  | 91            |
| 6         | Finlandia                                                               | 98            |
| 7         | Scozia                                                                  | 136           |
| 8         | Italia                                                                  | 137           |

### Individuale (donne seniores)
| Posizione | Atleta            | Nazionalità      | Tempo  |
| --------- | ----------------- | ---------------- | ------ |
| Oro       | Carmen Valero     | Spagna           | 17'26" |
| Argento   | Ljudmila Bragina  | Unione Sovietica | 17'28" |
| Bronzo    | Giana Romanova    | Unione Sovietica | 17'35" |
| 4         | Irina Bondarchuk  | Unione Sovietica | 17'38" |
| 5         | Cristina Tomasini | Italia           | 17'44" |
| 6         | Raisa Katyukova   | Unione Sovietica | 17'46" |
| 7         | Ann Yeoman        | Inghilterra      | 17'47" |
| 8         | Sue Kinsey        | Stati Uniti      | 17'49" |
| 9         | Anne Audain       | Nuova Zelanda    | 18'00" |
| 10        | Cornelia Bürki    | Svizzera         | 18'02" |
| 11        | Kathy Mills       | Stati Uniti      | 18'03" |
| 12        | Lyubov Ivanova    | Unione Sovietica | 18'05" |

### Squadre (donne seniores)
| Posizione | Nazione e atleti                                                                  | Punti         |
| --------- | --------------------------------------------------------------------------------- | ------------- |
| Oro       | Unione Sovietica Ljudmila Bragina Giana Romanova Irina Bondarchuk Raisa Katyukova | 15 2 3 4 6    |
| Argento   | Stati Uniti Sue Kinsey Kathy Mills Julie Brown Paula Neppel                       | 48 8 11 14 15 |
| Bronzo    | Nuova Zelanda Anne Audain Heather Thomson Barbara Moore Irene Miller              | 76 9 13 24 30 |
| 4         | Polonia                                                                           | 101           |
| 5         | Inghilterra                                                                       | 118           |
| 6         | Germania Ovest                                                                    | 126           |
| 7         | Spagna                                                                            | 128           |
| 8         | Finlandia                                                                         | 136           |

## Medagliere
Legenda
     Paese ospitante
| Posizione | Paese            | Oro | Argento | Bronzo | Totale |
| --------- | ---------------- | --- | ------- | ------ | ------ |
| 1         | Stati Uniti      | 2   | 1       | 0      | 3      |
| 2         | Belgio           | 2   | 0       | 0      | 2      |
| 3         | Spagna           | 1   | 2       | 0      | 3      |
| 4         | Unione Sovietica | 1   | 1       | 2      | 4      |
| 5         | Inghilterra      | 0   | 1       | 0      | 1      |
| 5         | Portogallo       | 0   | 1       | 0      | 1      |
| 7         | Canada           | 0   | 0       | 1      | 1      |
| 7         | Finlandia        | 0   | 0       | 1      | 1      |
| 7         | Germania Ovest   | 0   | 0       | 1      | 1      |
| 7         | Nuova Zelanda    | 0   | 0       | 1      | 1      |
| Totale    | Totale           | 6   | 6       | 6      | 18     |